# سیارک ۱۸۶۳۷
سیارک ۱۸۶۳۷ (به انگلیسی: 18637 Liverdun، نامگذاری:1998EJ2) هجده هزار و ششصد و سی و هفتمین سیارک کشف شده‌است که در ۲ مارس ۱۹۹۸ کشف شد.
قدر مطلق سیارک برابر ۱۴.۱ است.